# 僕たちの不確かな前途
「僕たちの不確かな前途」（ぼくたちのふたしかなぜんと）は、さかいゆうの4枚目のシングル。

## 解説
- 期間生産限定盤は、ボーナスCD「Sakai Yu Acoustic Live Selection」付属。

## 収録曲
- 全作曲・編曲：さかいゆう（特記以外）

1. 僕たちの不確かな前途
  - 作詞：森雪之丞
  - 3rdアルバム『Coming Up Roses』収録
2. ONE WOMAN
  - 作詞：森雪之丞
  - 「ウーマン スマイル カンパニー 千趣会」イメージソング
3. 100％
  - 小泉今日子のアルバム『Koizumi Chansonnier』に提供した楽曲のセルフカバー。
4. CREEP
  - Radioheadのカバー。
5. 僕たちの不確かな前途<backing track>

## 初回特典CD収録内容
- 「Sakai Yu Acoustic Live Selection」

1. How Beautiful（Live ver.）
2. ウシミツビト（iTunes Live from Tokyo ver.）
3. train（iTunes Live from Tokyo ver.）
4. ストーリー（iTunes Live from Tokyo ver.）
5. 君と僕の挽歌（Live ver.）